# Cleora macracantha
Cleora macracantha là một loài bướm đêm trong họ Geometridae.